# Eurytoma neesii
Eurytoma neesii is een vliesvleugelig insect uit de familie Eurytomidae. De wetenschappelijke naam is voor het eerst geldig gepubliceerd in 1852 door Walker.